# Chaetogaedia crebra
Chaetogaedia crebra là một loài ruồi trong họ Tachinidae.